# نساء يكتبن عن المال
خيال النساء عن المال: الأدب النسائي في بريطانيا هو كتاب غير خيالي كُتب عام 1995 بقلم (إدوارد كوبيلاند)

الكتاب عن حيوات النساء في عصر (جاين أوستن)، ممن لم يكن لديهن مصدر دخل قانوني، لكنهن تحملن مسئولية النفقات المنزلية. الكتاب يتحدث عن حيوات الكُتّاب الإناث المهنية، عن الناشرين لهم, وعن أرباحهم.

## استقبال
(أماندا جلوري) –-من الحركة الرومانتيكية- راجعت الكتاب قائلة: "مع وضع الاعتراضات جانبًا، (كوبيلاند) قدم ثروة من المواد السياقية. فقد قام بنوع من الأبحاث الدئوبة، التي تجعل للكتابة النساء حول المال تاريخًا مذهلا من العلاقات بين التفاصيل الاقتصادية ونوع الجنس في هذه الفترة. سيكون على دارسين رومانتيكيين آخرين أن يواصلوا التحقيق في فكرة أن كلًا من أنظمة الاستهلاك والخطاب ليست بأي حال مستقلة عن بعضها البعض. فاز الكتاب بجائزة كونه واحد من الكتب الأكاديمية البارزة لعام 1995.

## وصلات خارجية
1. ↑  Romanticism; 1998, Vol. 4 Issue 1, p145, 3p
2. ↑  "Women Writing about Money - Academic and Professional Books - Cambridge University Press". Cambridge.org. Retrieved 2012-10-31.